# Ацо Спасеновскі
Ацо Спасеновскі (Спасеноски) (мак. Аце Спасеновски (Спасеноски); нар. 31 березня 1969, Кичево, Соціалістична Республіка Македонія, СФРЮ) — македонський державний діяч, міністр сільського, лісового та водного господарства Північної Македонії (2006–2009). Надзвичайний і Повноважний Посол Північної Македонії в Україні.

## Біографія
Народився 31 березня 1969 року в Кичево, Соціалістична Республіка Македонія, СФРЮ. 1994 року закінчив Університет св. Кирила і Мефодія, сільськогосподарський факультет. Володіє албанською і англійською мовами.
У 1996 році став власником власної молочної ферми, потім працював консультантом із сільськогосподарських питань в компанії.
У 1996 – 1997 рр. — агроном компанії «Сільськогосподарська фармацевтика».
У 1997 – 1999 рр. — кредитний радник регіонів Республіки Македонія, «Проекту підтримки приватних фермерів» (PFSP) Світового Банку і Міністерства сільського господарства, лісу та водної економіки.
У 1999 – 2002 рр. — засновник компанії «Сільськогосподарський консалтинг VIZI».
З 2001 року президент Центру підтримки та розвитку малого і середнього бізнесу.
З 2002 року директор «Гарант Фонд Компані».
З серпня 2006 по липень 2009 року міністр сільського, лісового та водного господарства Республіки Македонії.
З 2010 року Надзвичайний і Повноважний Посол Македонії в Києві.